# Ngomedzap
Ngomedzap est une commune du Cameroun située dans la région du Centre à 78 km de Mbalmayo. C'est l'un des 6 arrondissements du département du Nyong-et-So'o. 
Jusqu'au 16 juin 2010, le Nyong et So'o ne comptait que trois arrondissements : Dzeng, Mbalmayo et Ngomedzap ; mais un décret du chef de l'État camerounais a érigé trois autres districts en arrondissements : Akoeman, Mengueme, Nkolmetet.
La commune de Ngomedzap est limitée :  
- au nord, par les arrondissements d'Akono, Bikok et Makak ;
- au sud par les arrondissements de Biwong-Bane et Ngoulemakong ;
- à l'est, par l'arrondissement de Mengueme ;
- à l'ouest, par l'arrondissement de Mvengue.

## Population
Lors du recensement de 2005, la commune comptait 17 169 habitants, dont 2 150 pour la ville de Ngomedzap.
Principales ethnies/groupes sociaux : Mvog Atangana Mballa, Mvog Fouda Mballa, Mvog Esom Ndana, Etudi.
C’est d’ailleurs la source du peuple Etudi avant qu’il se disperse dans d’autres régions et villes.

## Organisation
Outre Ngomedzap proprement dit, la commune comprend les villages suivants :
- Abang-Akongo
- Abang-Betsenga
- Abod-Mveng
- Adzap
- Akak
- Akok
- Akongo I
- Akongo II
- Akongo III
- Angonfeme
- Assie
- Assok
- Ayene
- Ebaminal
- Ekoudbessanda
- Ekoudendi
- Ekoumeyeck
- Kama
- Koumassi I
- Koumassi II
- Lepse
- Loum
- Mbebewa
- Mbeng I
- Mbeng II
- Melen
- Mengueme Nord
- Metomba
- Meva Mebot
- Ndicka
- Ngomedzap Village
- Ngoulngal
- Nkoabe
- Nkoambe
- Nkolbewa I
- Nkolbewa II
- Nkolbewa III
- Nkolkoumou
- Nkolmeyang
- Nkolngock
- Nkong-Nnen I
- Nkong-Nnen II
- Nkoulngoui
- Nnom Nnam
- Nsimalen
- Nyengue
- Ossoe-Bemva
- Ossoe-Bekada
- Ossoe-Bikobo
- Ossoe-Mekeneng
- Ossoe-Ngah
- Tiga

## Infrastructures
Ngomedzap possède un lycée bilingue, un lycée mixte à Ekoudendi, un lycée technique 5 C.E.S (AKONGO ; NKOLBEWA, ASSIE ; NKOLMEYANG, 2 CETIC (AKONGO ; OLAMA) et 2 SAR (section artisanale et rurale) TIGA ; AKONGO).
La ville a été rendue célèbre dans les années 1980 grâce à une série de sketches du fameux comédien Daniel Ndo, plus connu sous le sobriquet d'Otsama Mot Bikié (l'homme de fer). La quasi-totalité des Camerounais se souviennent de l'histoire cocasse des chenilles qui auraient envahi la localité et qui n'avaient eu d'égards pour personne, y compris monsieur le sous-préfet(sketch).

## Personnalités
- Professeur Dominique Mvogo, professeur émérite des universités.
- Mgr Joseph Befe Ateba, évêque de Kribi, né à Nkoabe.
- Daniel Ndo, alias Otsama Mot Bikié (l'homme de fer).
- Bleue Régine Tsoungui, femme politique, Maire de la commune de Ngomedzap